# Max Schwarz (Bildhauer)

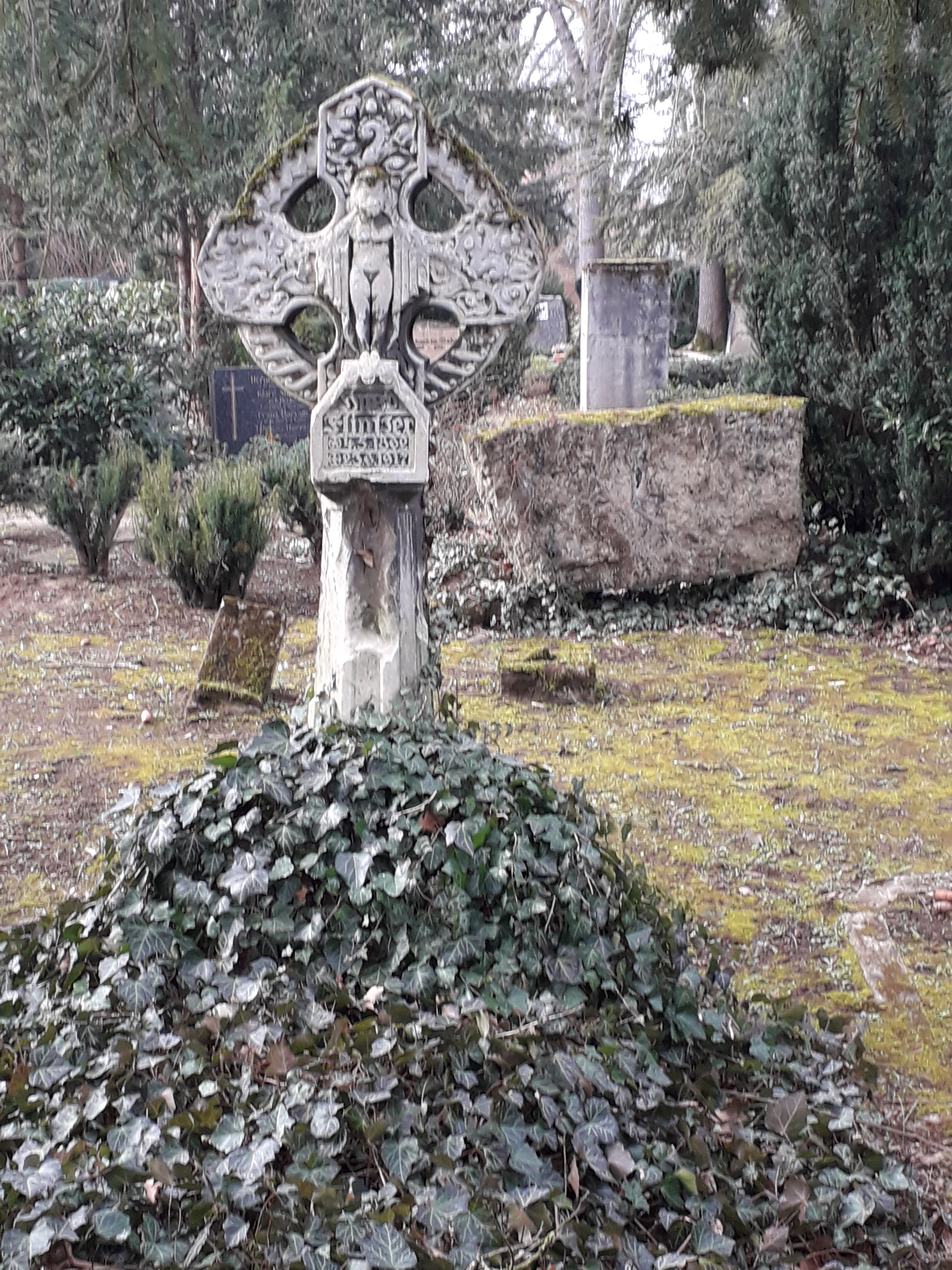
Grabmal von Hugo Flintzer, geschaffen von Max Schwarz

Max Schwarz ( −1921/22 in Weimar) war ein deutscher Bildhauer mit hauptsächlichem Wirkungsort Weimar.
Schwarz war Schüler von Hugo Flintzer, der wiederum Schüler von Max Thedy war und 1917 an Typhus starb. Schwarz schuf Flintzers Grabmal auf dem Historischen Friedhof Weimar. Er ist bereits seit 1889 nachzuweisen. Schwarz wird den Weimarer Adressbüchern zufolge als Steinbildhauer bezeichnet. Er hatte seine Steinbildhauerei Am Friedhof 3 E. Schwarz war beteiligt an den bildhauerischen Innenarbeiten am Weimarer Großherzoglichen Hoftheater, dessen Neubau 1908 eingeweiht wurde. Der Theaterplatz hatte daher folgerichtig seinen Namen. In der von Max Littmann geschriebenen Gedenkschrift zur Einweihung erwähnte weitere erwähnte Bildhauer hieß Max Stössel.